# Mary Caroline Moorman
Mary Caroline Moorman (19 février 1905 - 21 janvier 1994) est une historienne et biographe britannique.

## Biographie
Elle est née Mary Caroline Trevelyan, fille du célèbre historien de Cambridge George Macaulay Trevelyan. Elle étudie au Somerville College d'Oxford. En 1930, elle publie William III and the Defence of Holland, 1672-44. La même année, elle épouse John Moorman, un religieux anglican devenu évêque de Ripon.
Elle est surtout connue aujourd'hui pour sa biographie en deux volumes du poète William Wordsworth. Le premier tome sort en 1957, suivi d'un deuxième tome en 1966. Ce dernier remporte le Prix James Tait Black de la biographie. Elle est également étroitement impliquée dans le Wordsworth Trust, servant d'abord comme secrétaire, puis comme présidente du trust. Elle est décédée en 1994.

## Travaux
- William the Third and the defence of Holland, 1672-4, Londres, New York Longmans, Green and Co., 1934. (OCLC 5343246)
- William Wordsworth : a biography, Clarendon Press, 1957-1965. (OCLC 905665522)
- George Macaulay Trevelyan : a memoir, Londres : H. Hamilton, 1980. (ISBN 9780241103586), (OCLC 905406826)